# Пробковый штемпель
Про́бковый ште́мпель (англ. fancy cancel) — собирательный термин для обозначения почтовых штемпелей, изготовленных из пробки.

## Описание
Для пробковых штемпелей характерны жирные размазанные оттиски из-за того, что переносимое штемпелем на почтовую марку большое количество штемпельной краски сильно замасливало и порой даже разрушало её.

## История
Пробковые штемпели часто использовались в классический период почтовых марок (XIX век), прежде всего в США, Канаде и других странах американского континента, в британских колониях, включая Мыс Доброй Надежды. Позднее штемпели этого вида практически перестали применяться.
Ниже описаны некоторые наиболее известные примеры употребления пробковых штемпелей в истории почты.

### США
Когда в США в 1847 году были выпущены первые почтовые марки, почтмейстеры должны были обезображивать их на пересылаемой корреспонденции, чтобы предотвратить их повторное использование. При этом то, как это будет сделано, было оставлено на усмотрение почтмейстеров. Зачастую почтовые служащие использовали всё, что было под рукой, к примеру ручки и ручные штампы «PAID» («Оплачено»), оставшиеся ещё с домарочных времён.
В некоторых почтовых отделениях для этих целей стали применять пробки от бутылок, окунув их в краску. Пробки решали задачу, но при этом зачастую закрашивали всё изображение на марке, затрудняя проверку номинала марки. Тогда почтовики начали вырезать желобок посередине поверхности пробки, из-за чего на оттиске получалось два полукруга. Затем стали вырезать два пересекающихся желобка (своеобразный четырёхсегментный «торт»), а затем ещё два, образуя восьмисегментный «торт». Потом стали дополнительно вырезать выемки по краю, чтобы ещё больше осветлить отпечаток штемпеля.
Такой процесс вырезания вызвал творческий порыв у работников почты по всей стране, и вскоре появились тысячи разнообразных рисунков, от щитов до черепов, от звёздочек, геометрических фигур, животных, растений до чертей с трезубцем. Наиболее обычными в дизайне пробковых штемпелей были рисунки в виде вариаций изображения креста или розы. Однако всех обошло почтовое отделение в Уотербери (штат Коннектикут), которое изготовляло новые штемпели на каждый праздник и по каждому поводу. К примеру, штемпель «Бегущий цыплёнок Уотербери» («Waterbury Running Chicken»), вероятно, изображающий индейку, поскольку он появился незадолго перед Днём благодарения 1869 года, применялся всего лишь несколько дней и в наши дни является наиболее ценным из всех штемпелей XIX века. За конверты с этим пробковым штемпелем платят очень высокую цену.
Благодаря этому явлению, в американской филателии сложился специальный термин для пробковых штемпелей — «fancy cancels» («фигурные штемпели»), отражающий художественный характер их дизайна. Эти штемпели часто применялись для гашения крупноформатных знаков почтовой оплаты (например, газетных марок).
Эпоха пробковых штемпелей закончилась в 1890-е годы, когда Департамент почты США (англ. US Post Office Department) издало новые правила, устанавливающие стандарт в отношении формы почтовых штемпелей.
С тех пор пробковые штемпели изучаются и категоризуются специалистами. Многие их типы довольно распространены и недороги, тогда как другие представляют собой раритеты. Ещё не все из них были выявлены: регулярно появляются оттиски ранее не известных штемпелей.

### Канада
Пробковые штемпели Канады известны благодаря художественности их рисунков.

### Германия
Во время Первой мировой войны и послевоенной инфляции в Германии, Данциге и Мемельской области оттиски пробковых штемпелей ставились на почтовых посылках и массовой корреспонденции.